# Oleksij Kolokolzew
Oleksij Wiktorowytsch Kolokolzew (ukrainisch Олексій Вікторович Колокольцев; * 14. Februar 1981 in Salairka, Oblast Tjumen, Sowjetunion) ist ein ehemaliger ukrainischer Gewichtheber.

## Karriere
Kolokolzew war 2000 Junioren-Europameister und gewann bei den Europameisterschaften 2002 die Bronzemedaille in der Klasse über 105 kg. 2003 wurde er sowohl bei den Europameisterschaften als auch bei den Weltmeisterschaften Fünfter. Bei den Olympischen Spielen 2004 in Athen erreichte er den vierten Platz. Bei den Weltmeisterschaften 2005 wurde er Neunter. 2006 war er bei den Europameisterschaften Fünfter. Allerdings wurde er wegen eines Dopingverstoßes disqualifiziert und für zwei Jahre gesperrt.